# Nicolas Trigault

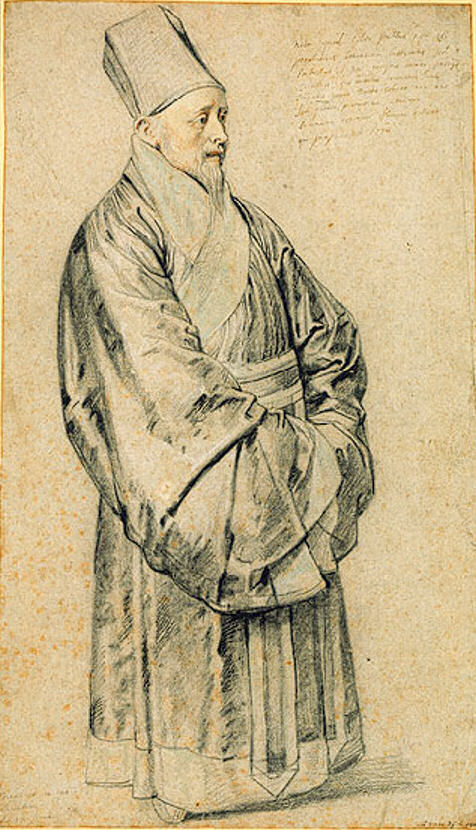
Nicolas Trigault in chinesischem Kostüm

Nicolas Trigault, latinisiert Nicolaus Trigautius (chines.: 金尼閣 / 金尼阁; Pinyin: Jīn Nígé); (* 3. März 1577 in Douai; † 14. November 1628 in Hangzhou), war ein niederländischer jesuitischer Missionar.

## Leben
Mit 17 Jahren entschloss sich Trigault am 9. November 1594 den Jesuiten beizutreten. Nach dem Abschluss seines Theologiestudiums wurde er auf die Jesuitenmission nach China geschickt. 1610 erreichte er Macau.
In China wirkte er als Missionar und Seelsorger in Nanjing, Hangzhou und vor allem in der Hauptstadt Peking. 1613 kehrte er über Indien, Persien und Ägypten nach Europa zurück und erreichte Rom im Oktober 1614. Sein Orden hatte Trigault inzwischen zum Prokurator der Ordensprovinz Japan und China ernannt.
Im Laufe des Jahres 1615 erwirkte Trigault wichtige Zugeständnisse von Papst Paul V. Speziell der Mission in China war es nun gestattet, die gesamte Liturgie auch in der Landessprache (und nicht mehr zwingend in Latein) zu feiern. Außerdem durften die Missionare in China ihre Bekleidung bei liturgischen Feiern der Landestracht anpassen. Vom Trierer Kurfürsten und Erzbischof erhält er "viel Reliquien" für seine Rückreise nach China.
Von Rom aus reiste Trigault 1616 durch Europa, um u. a. in Douai, Frankfurt am Main, Köln, Lyon, Madrid, München, Neapel und Würzburg, um  Naturwissenschaftler für seine Missionsexpedition nach China anzuwerben. Er versuchte auch Spenden zu sammeln, um die nächste Reise zu finanzieren.
Ausgerüstet mit einer gut ausgestatteten Bibliothek und einer Vielzahl der modernsten mathematischen Instrumente stellte Trigault zur Jahreswende 1617/18 eine Gruppe von 22 Jesuiten zusammen,  die Mitte April 1618 von Lissabon nach China aufbrach. Der Gruppe gehörten u. a. Adam Schall von Bell, Johannes Schreck und Wenzel Pantaleon Kirwitzer an.
Vor der Abreise brachte Trigault Claudio Acquaviva, seinen Ordensgeneral dazu, China ordenspolitisch von Japan zu trennen und als unabhängige Ordensprovinz zu etablieren, mit ihm als Prokurator. Im Juli 1619 erreichten sie Macao. Von dort aus gründeten sie u. a. die Missionen Henan und Kaifeng.
Überall, wo es Trigault möglich war, versuchte er, bei seiner Arbeit als Missionar einheimischen Klerus einzusetzen. Mit der Hilfe eines konvertierten Chinesen veröffentlichte er 1625 die erste chinesische Version von Äsops Fabeln.
Am 14. November 1628 starb Nicolas Trigault mit 51 Jahren in Hangzhou; er hatte sich selbst das Leben genommen.

## Werke
- Nicolas Trigault: Histoire de l'expédition chrestienne au royaume de la Chine entreprinse par les PP. de la Compagnie de Iesus. Comprinse en cinq livres. Esquels est traicte fort exactement et fidelement des moeurs, loix, et coustumes du pays, et des commencemens tres-difficiles de l'Eglise naissante en ce Royaume. Tirée des commentaires du P. Matthieu Riccius. Et nouvellement traduicte en françois par D. F. de Riquebourg-Trigault. A Lyon Pour Horace Cardon, 1616 Digitalisat (Ausgabe 1617)